# François Mauriac (film)
Pour plus de détails, voir Fiche technique et Distribution.
François Mauriac est un court métrage documentaire français réalisé par Roger Leenhardt, sorti en 1954.

## Synopsis
François Mauriac, sa maison, sa famille, Bordeaux... Quelques étapes de sa carrière littéraire. Entretien sur son œuvre.

## Fiche technique
- Titre : François Mauriac
- Réalisation : Roger Leenhardt
- Scénario : Roger Leenhardt
- Commentaire : François Mauriac
- Photographie : Noël Ramettre
- Musique : Guy Bernard
- Production : Films du Compas
- Genre : Documentaire
- Durée : 35 min
- Date de sortie : 1954
- Distributeur 2017 : Les Mistons Productions